# تپه پیسه ۱V
تپه پیسه ۱V مربوط به سده‌های میانه دوران‌های تاریخی پس از اسلام است و در شهرستان همدان، بخش مرکزی، دهستان هگمتانه، ۵۵۰ متری ضلع جنوبی شهر جورقان واقع شده و این اثر در تاریخ ۱۴ اسفند ۱۳۸۵ با شمارهٔ ثبت ۱۷۸۷۰ به‌عنوان یکی از آثار ملی ایران به ثبت رسیده است.